# 27657 Berkhey
27657 Berkhey (Chính thức: 1974 PC) là Hỏa Tinh - một tiểu hành tinh. Nó được phát hiện bởi Tom Gehrels ở Đài thiên văn Palomar tại San Diego County, California, ngày 12 tháng 8 năm 1974. Nó được đặt theo tên Joannes Le Francq van Berkhey, một bác sĩ người Hà Lan, nhà sinh vật học, tự nhiên, và nhà thơ của thế kỷ 18 và thế kỷ 19.